# Flurlita
La flurlita és un mineral de la classe dels fosfats. Rep el nom en honor de Mathias von Flurl (5 de febrer de 1756, Straubing, Baviera - 27 de juliol de 1823, Kissingen, Baviera), fundador dels estudis mineralògics i geològics a Baviera i creador del primer mapa geològic de Baviera.

## Característiques
La flurlita és un fosfat de fórmula química ZnZn₃Fe3+(PO₄)₃(OH)₂(H₂O)₇·2H₂O. Va ser aprovada com a espècie vàlida per l'Associació Mineralògica Internacional l'any 2014, sent publicada per primera vegada el 2015. L'any 2017 va redefinir-se la seva fórmula química, la qual era Zn₃Mn2+Fe3+(PO₄)₃(OH)₂·9H₂O, establint-se llavors l'actual. Cristal·litza en el sistema monoclínic.
L'exemplar que va servir per a determinar l'espècie, el que es coneix com a material tipus, es troba conservat a les col·leccions mineralògiques del Museu Victoria, a Melbourne (Austràlia), amb el número de registre: m53238.

## Formació i jaciments
Va ser descoberta a la pegmatita Hagendorf Sud, situada a Waidhaus, dins el districte de Neustadt an der Waldnaab, a l'Alt Palatinat (Baviera, Alemanya), on es troba en forma de plaquetes translúcides ultrafines, inferiors a 1 μm, que formen agregats característics en forma d'acordió maclat, sobre mitridatita. Es tracta de l'únic indret de tot el planeta on ha estat descrita aquesta espècie mineral.